# フットボールセンター富山
フットボールセンター富山（フットボールセンターとやま）は、富山県滑川市にある、サッカー場を中心とした複合スポーツ施設。愛称はいずれも命名権により、日医工スポーツアカデミー（にちいこうスポーツアカデミー）を経て、2023年4月1日より北陸建工グループ アスリートフィールド（ほくりくけんこうグループ アスリートフィールド）となっている。

## 概要
2012年に閉校となった富山県立海洋高等学校の跡地利活用策として、富山県・滑川市・富山県サッカー協会が「フットボールセンター富山」（富山県フットボールセンター）として整備した施設で、2013年5月25日に竣工・開場した。建設主体の3者が参画する「特定非営利活動法人フットボールセンター富山」が運営する。建設に当たっては日本サッカー協会 (JFA) および日本スポーツ振興センターからの助成金を受けている。
国際サッカー連盟 (FIFA) 公認サイズのロングパイル人工芝グラウンドが2面あり、うち1面は公式戦が開催可能なJFA公認の人工芝グラウンドとなっている。東芝ライテックがメタルハライドランプ1kW形相当として試作・開発した発光ダイオード (LED) 投光器が合計96台納入されており、高さ13.5mの照明柱8基（4基×2面）に、各12台のLED投光器が設置されている。LEDの導入により、メタルハライドランプに比べて消費電力を約56％削減する効果があるという。
JFA公認グラウンドでは北信越フットボールリーグの会場として使用されることがあり、ヴァリエンテ富山・富山新庄クラブが本グラウンドにてホームゲームを開催している。また、全国高等学校サッカー選手権大会富山県大会も本施設で開催される。
サッカーグラウンド以外では、旧海洋高校の施設を利用したアリーナ（体育館、37m×29m）、レスリング場、トレーニングルーム、セミナーハウスを有する。
建設着手時点から施設命名権が導入され、富山市に本拠を置く後発医薬品メーカーの日医工が命名権を取得。開場当初から『日医工スポーツアカデミー』の名称が用いられていたが、日医工は2022年度末の命名権の契約終了を以て命名権の契約を更新しないとしている。このため、滑川市は新たな命名権者を公募すると発表していた。
その後、2023年3月23日に株式会社建工ホールディングス（富山県滑川市）が新しいネーミングライツパートナーとなり、同年4月1日を以て『北陸建工グループ アスリートフィールド』に改名された。